# 머리 사냥

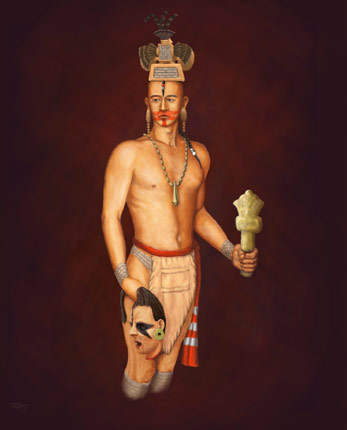
잘린 목을 들고 있는 미시시피인.

머리 사냥은 사람을 사냥하여 그 머리를 취하여 보존하는 일이다. 오세아니아, 남아시아, 동남아시아, 서아프리카, 중앙아프리카, 메소아메리카, 유럽의 일부 지역에서 역사적으로 수행되어 왔다. 유럽의 경우 아일랜드, 앵글로-스코틀랜드 국경 지역에서는 중세시대가 끝날 때까지 행해졌다. 20세기까지는 몬테네그로, 크로아티아, 헤르체고비나의 서부 지역에서 행해졌다.
주로 원시부족에게서 의식적, 상징적 의미로 행하여졌으며, 오늘날의 학자들은 일반적으로 머리 사냥이 대부분 일종의 의식이라는 점에 동의한다.

## 동물에게 행하는 머리 사냥
머리 사냥은 사람이 큰 동물이나, 월척을 낚는 등 기념할 만한 기록을 가진 동물을 사냥하였을 때에도 행하여진다. 이것은 '트로피 사냥' 이라고 불리며, 가장 대표적인 사례로는 헌팅 트로피가 있다.

## 같이 보기
- 참수
- 인신공양
- 목 없는 기수